# District de Rethel
Le district de Rethel est une ancienne division territoriale française du département des Ardennes de 1790 à 1795.
Il était composé des cantons de Rethel, Chaumont, Ecry, Juniville, Marat Fontaine, Novion, Rocquigny, Sauces aux Bois, Servigny, Seuil, Tagnon et Wassigny.